# Đulići (Teslić)
Đulići (szerbül: Ђулићи), település Bosznia-Hercegovinában, a Szerb Köztársaságban, Teslić községben.

## Fekvése
A település Bosznia-Hercegovina középső részének északi szélén, Dobojtól légvonalban 25, közúton 28 km-re délnyugatra, községközpontjától légvonalban 3, közúton 4 km-re délnyugatra, a Borja-hegység északi lejtői alatt, a Mala Usora-folyó kiszélesedő völgyében, 220-300 méteres magasságban található. Itt halad át a Teslićről Banja Lukára vezető főút. Đulići főbb településrészei: Brijestovi, Bukovača, Gornji Đulići, Drače, Đulići-Centar, Jovičići, Kruškovice és Malinjak. A szintén Đulićihez tartozó Irice főbb részei pedig Bjelovode, Gibići, Irice, Iriškići, Omerovići és Hadžićići. Határát szántóföldek és ligetek alkotják.

## Népessége
| Nemzetiségi csoport | Népesség 1991 | Népesség 2013 |
| ------------------- | ------------- | ------------- |
| Szerb               | 710           | 1752          |
| Bosnyák             | 673           | 341           |
| Horvát              | 12            | 12            |
| Jugoszláv           | 37            | 0             |
| Egyéb               | 80            | 46            |
| Összesen            | 1512          | 2086          |

## Története
A legenda szerint a falu nevét a török „đul” szóból kapta, ami rózsát jelent. A többségben muszlim lakosságú település 1878-ig tartozott az Oszmán Birodalomhoz, ekkor a berlini kongresszus határozata alapján az Osztrák-Magyar Monarchia része lett. 1879-ben az első osztrák-magyar népszámlálás során a Tešanji járáshoz és Ranković községhez tartozó településnek 26 háztartása és 213 muszlim lakosa volt. Az osztrák-magyar közigazgatás időszakában, amikor megkezdődött az erdők kiaknázása ezen a területen, megépült az Usora-Pribinić keskeny nyomtávú vasút (1971-ben szüntették meg), és az első vonat 1891-ben haladt át Đulićin. A „Horvat i Šajdig” cég Szarajevóból 1900 és 1909 között a vasútvonal mentén építőanyaggyárat épített. A téglán kívül más agyagárut, valamint asztalosmunkákat is gyártott. Nyersanyagot a környékről és a Doboj melletti Makljenovac Turskiból szerezte be. A gyár 1913-ban megszűnt, az első világháború után a céget is felszámolták. A monarchia szétesésével 1918-ban előbb a Szerb-Horvát-Szlovén Királyság, majd 1929-től a Jugoszláv Királyság része lett. Az 1929-es törvény értelmében, amikor Bosznia-Hercegovinát négy banovinára, Drinskára, Vrbaskára, Zetskára és Primorskára osztották, a település a Vrbaska banovina része lett, amelynek székhelye Banja Luka volt. 
Jugoszlávia megszállása után a Független Horvát Állam (NDH) része lett. A második világháború után 1992-ig a település a szocialista Jugoszlávia keretében a Bosznia-Hercegovinai Népköztársaság része volt. 1948 Đulići 134 lakossal rendelkezett. 1955-ben Gusti Teslić, Irice és Šimići falvakat is hozzá csatolták. 1971-ben már 1035 lakosa volt. 1992 augusztusában bosznia szerb katonai és félkatonai erők a muszlim lakosságot elűzték, mecsetüket pedig felrobbantották. A daytoni egyezmény aláírása után a település Teslić község részeként a Szerb Köztársaság területéhez került. A háború után az elűzött muszlimok nagy része visszatért és újjáépítette a mecsetet. Míg a muszlim népesség száma a felére csökkent, a szerb lakosság lélekszáma több, mint kétszeresére nőtt, mivel a háború alatt és után Teslić község határ menti falvaiból (Brezova Dane, Jezera és Kozila) nagyszámú szerb család költözött Đulićiba. A háborúban a Boszniai Szerb Köztársaság hadseregének (VRS) hat katonája és a muszlim/bosnyák fegyveres erők (ARBiH) nyolc katonája esett el. A településen emlékművet állítottak a Boszniai Szerb Köztársaság hadserege elesett katonáinak.

## Gazdaság
A lakosság főként mezőgazdasággal foglalkozik, de sokan járnak dolgozni a közeli Teslićbe is.

## Infrastruktúra
A faluban 2019-ben szociális központ, állatorvosi állomás, több üzlet, pékség és étterem működött. Đulići központjában a Doboj - Banja Luka főút mentén közvilágítást és gyalogutat építettek ki. A falu 1965-ben kapott áramot, 1976-ban aszfaltos utat, 1984-ben pedig telefonhálózatot. A település be van kötve a Teslići vízvezetékhálózatba.

## Oktatás
A négy évfolyamos, alsó tagozatos általános iskola 1953-ban nyílt meg, 2019-től „Ivo Andrić” Általános Iskola néven kilencosztályos általános iskolaként működik. 

## Nevezetességei
Az 1971-1972-ben épült mecsetet 1992-ben a háborúban a szerbek felrobbantották, alapjain 2002-2010-ben építették meg az új mecsetet.

## Fordítás
- Ez a szócikk részben vagy egészben  a(z)   Ђулићи című szerb Wikipédia-szócikk ezen változatának fordításán alapul.  Az eredeti cikk szerkesztőit annak laptörténete sorolja fel. Ez a jelzés csupán a megfogalmazás eredetét és a szerzői jogokat jelzi, nem szolgál a cikkben szereplő információk forrásmegjelöléseként.